# Riksdag
El Parlamento de Suecia (en sueco: Sveriges riksdag) es la asamblea legislativa del Reino de Suecia. Es unicameral y está integrada por 349 miembros (llamados en sueco riksdagsledamöter), electos para servir por un período de cuatro años. El Palacio del Parlamento (riksdagshuset) se encuentra en la isla de Helgeandsholmen, Estocolmo.

## Nombre
El nombre Riksdag deriva de la expresión sueca riksens ständer (o "rikets ständer", "los estados del reino"), la cual hacía mención a la reunión de los representantes de los estamentos en que estaba dividida la sociedad sueca (nobleza, clero y plebe). Con la introducción, en 1866, de la bicameralidad, el término cambió oficialmente al actual Riksdag. En 1970 , el Riksdag volvió a ser unicameral, pero conservó su denominación. La palabra significa literalmente "La dieta del Reino".
La expresión Riksdag está emparentada con la palabra alemana Reichstag (utilizada para diversos parlamentos nacionales alemanes hasta 1945); la danesa rigsdag (utilizada para el parlamento de Dinamarca, entre 1849 y 1953) y la estonia riigikogu (utilizada para el parlamento de Estonia entre 1920 y 1940, y nuevamente a partir de 1991).

## Historia
Las raíces del Riksdag moderno se pueden encontrar en la reunión de 1435 de la nobleza sueca celebrada en la ciudad de Arboga. Esta asamblea informal fue modificada en 1527 por el primer rey sueco moderno Gustavo I Vasa, que pretendía incluir representantes de los cuatro estamentos sociales: la nobleza, el clero, la burguesía (los comuneros propietarios como los comerciantes, abogados, etc ), y los campesinos (agricultores con propiedad terrateniente). Esta forma de representación (Ständestaat) duró hasta 1865, cuando la representación por bienes fue abolida y se estableció el parlamento bicameral moderno. Sin embargo, no se convirtió en un parlamento en el sentido contemporáneo hasta que se establecieron principios parlamentarios en el sistema político en 1917.
El 22 de junio de 1866, el Riksdag decidió reconstituirse como un cuerpo legislativo bicameral, formado por la Första kammaren o Primera Cámara, con 155 miembros y Andra kammaren o Segunda Cámara con 233 miembros. La Primera Cámara era elegida indirectamente por los concejales de los condados y las ciudades, mientras que la Segunda Cámara era elegida directamente por sufragio universal. Esta reforma vino amparada por el descontento social con el régimen estamental, que ya no era capaz de representar al pueblo. Los primeros comicios para elegir esta Cámara tuvieron lugar ese mismo año.
Mediante una enmienda a la Constitución sueca en las elecciones generales de 1970, se estableció una asamblea unicameral con 350 escaños. Las elecciones generales siguientes al Riksdag unicameral de 1973, sólo dio al Gobierno el apoyo de 175 miembros, mientras que la oposición tenía una fuerza igual a 175 miembros. En varios casos se produjo un empate de votos, y la decisión final debía ser determinada por sorteo. Para evitar la repetición de estos casos, el número de escaños en el Parlamento se redujo a 349 desde 1976.

## Organización
- Presidente del Riksdag: Urban Ahlin (desde septiembre de 2014)
- Cámara: unicameral con 349 miembros
- Elecciones: Los miembros son elegidos por votación popular sobre una base de representación proporcional para un mandato de cuatro años. En el año electoral, las elecciones se celebran el tercer domingo de septiembre.
- Últimas elecciones:11 de septiembre de 2022
- Siguientes elecciones:

## Constitución
El Riksdag realiza las funciones normales de un parlamento en una democracia parlamentaria. Aprueba las leyes, reforma la Constitución y nombra al gobierno. En la mayoría de las democracias parlamentarias, el jefe del estado encarga a un político formar el gobierno. En Suecia, por el contrario, con arreglo al nuevo Instrumento de Gobierno (una de las cuatro leyes fundamentales de la Constitución) promulgada en 1974, esa tarea le fue retirada al Rey de Suecia y pasó al Presidente del Riksdag. Para realizar cambios en la Constitución en virtud al Instrumento de Gobierno, las enmiendas deben ser aprobadas en dos ocasiones por el Parlamento, en dos legislaturas sucesivas con una elección general a celebrarse en el medio.

## Histórico de resultados y distribución de escaños
| 5 | 114 | 34 | 40 | 39 |
| V | S   | C  | L  | M  |

| 8 | 113 | 35 | 43 | 33 |
| V | S   | C  | L  | M  |

| 3 | 125 | 39 | 34 | 32 |
| V | S   | C  | L  | M  |

| 17 | 163 | 71 | 58 | 41 |
| V  | S   | C  | L  | M  |

| 19 | 156 | 90 | 34 | 51 |
| V  | S   | C  | L  | M  |

| 17 | 152 | 86 | 39 | 55 |
| V  | S   | C  | L  | M  |

| 20 | 154 | 64 | 38 | 73 |
| V  | S   | C  | L  | M  |

| 20 | 166 | 56 | 21 | 86 |
| V  | S   | C  | L  | M  |

| 19 | 159 | 43 | 51 | 1 | 76 |
| V  | S   | C  | L  | K | M  |

| 21 | 156 | 20 | 42 | 44 | 66 |
| V  | S   | P  | C  | L  | M  |

| 16 | 138 | 31 | 33 | 26 | 80 | 25 |
| V  | S   | C  | L  | K  | M  | D  |

| 22 | 161 | 18 | 27 | 26 | 15 | 80 |
| V  | S   | P  | C  | L  | K  | M  |

| 43 | 131 | 16 | 18 | 17 | 42 | 82 |
| V  | S   | P  | C  | L  | K  | M  |

| 30 | 144 | 17 | 22 | 48 | 33 | 55 |
| V  | S   | P  | C  | L  | K  | M  |

| 22 | 130 | 19 | 29 | 28 | 24 | 97 |
| V  | S   | P  | C  | L  | K  | M  |

| 19 | 112 | 25 | 23 | 24 | 19 | 107 | 20 |
| V  | S   | P  | C  | L  | K  | M   | D  |

| 21 | 113 | 25 | 22 | 19 | 16 | 84 | 49 |
| V  | S   | P  | C  | L  | K  | M  | D  |

| 28 | 100 | 16 | 31 | 20 | 22 | 70 | 62 |
| V  | S   | P  | C  | L  | K  | M  | D  |

| 24 | 107 | 18 | 24 | 16 | 19 | 68 | 73 |
| V  | S   | P  | C  | L  | K  | M  | D  |

## Formación de Gobierno
Después de sostener conversaciones con los líderes de los grupos de los distintos partidos del Riksdag, el presidente del Riksdag nombra un primer ministro de Suecia (Statsminister). La designación se somete posteriormente a una votación. A menos que una mayoría absoluta de los miembros (175 miembros) voten "no", el nombramiento es confirmado, de lo contrario se rechaza. El presidente debe entonces encontrar un nuevo candidato. Esto significa que el Riksdag puede aceptar a un primer ministro sin ningún voto afirmativo.
Después de ser elegido, el primer ministro nombra a los ministros del gabinete y los anuncia al Riksdag. El nuevo gobierno toma posesión efectiva con una primera reunión, y es entonces cuando el presidente del Riksdag anuncia al Rey de Suecia que el parlamento ha elegido un nuevo gobierno.
El parlamento puede emitir un voto de censura contra un solo miembro del gobierno, lo que obliga a su renuncia. Para tener éxito, un voto de censura debe estar respaldado por una mayoría absoluta (175 miembros) o de lo contrario fracasa.
Si un voto de censura se presenta en contra del primer ministro, esto significa que todo el gobierno es rechazado. El gobierno tiene una semana para llamar a elecciones o de lo contrario el procedimiento de designación de un nuevo primer ministro comienza de nuevo.

## Política

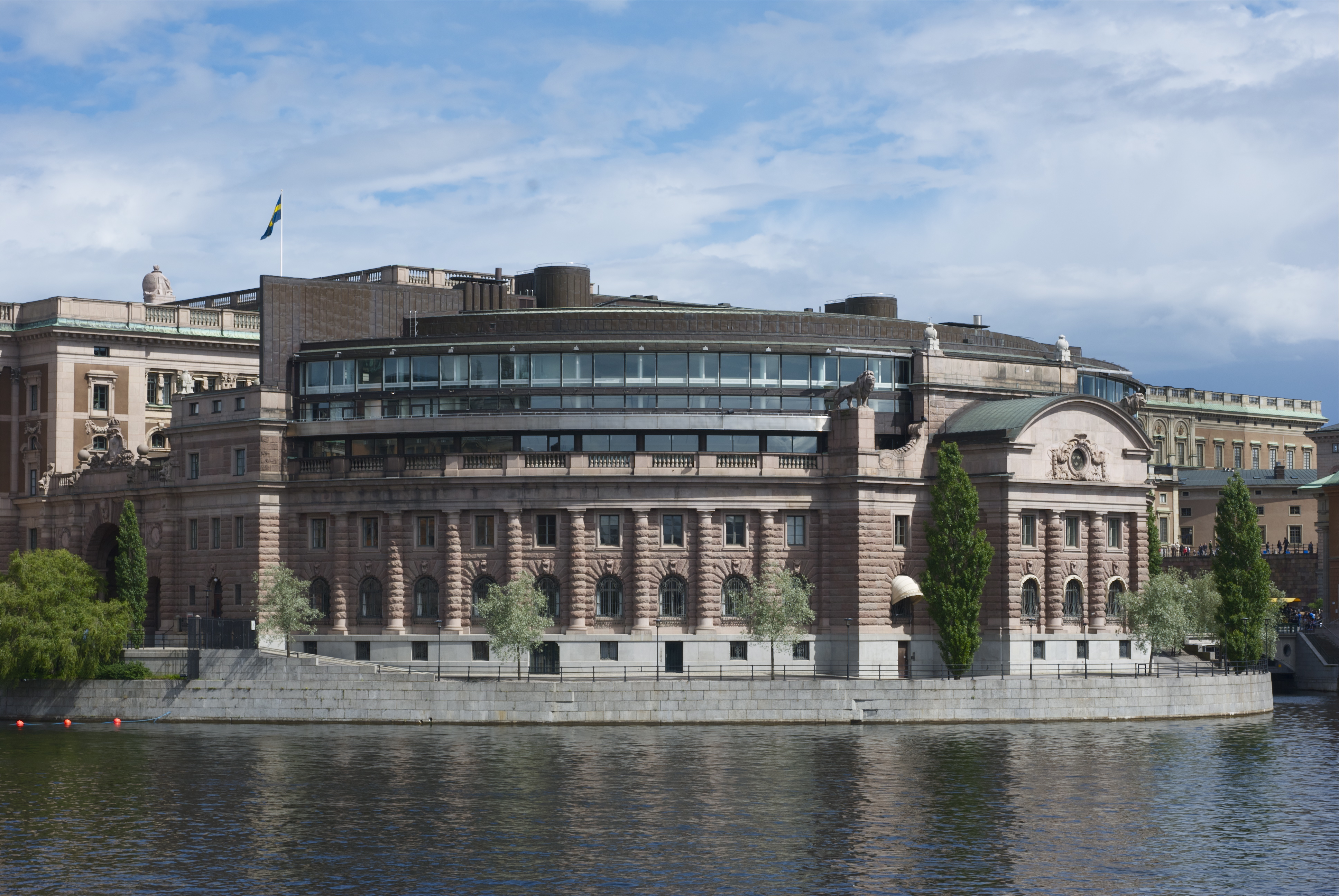
Exterior del edificio del parlamento en el islote de Helgeandsholmen, en el centro de Estocolmo.

Los partidos políticos son muy fuertes en Suecia, donde los diputados del Parlamento, por lo general, dan el apoyo a sus partidos en las votaciones parlamentarias. En la mayoría de los casos, los gobiernos pueden obtener el apoyo de la mayoría del Riksdag a través de alianzas entre partidos, lo que permite al gobierno controlar la agenda parlamentaria.
Durante muchos años, ningún partido político en Suecia ha conseguido más del 50 % de los votos. Los partidos políticos pueden cooperar con agendas similares en varios asuntos, y para ello forman gobiernos de coalición. En general, existen dos grandes bloques en el parlamento, la izquierda y la derecha, o los socialistas y no socialistas. Actualmente, la coalición de derecha formada por el Partido del Centro, el Partido Popular Liberal, los Demócrata-Cristianos y el Partido Moderado, es la que gobierna bajo el nombre de Alianza por Suecia.
La oposición parlamentaria de izquierda se denominada Bloque Roji-Verde y está formada por el Partido Socialdemócrata Sueco, el Partido de la Izquierda y el Partido Verde.
En solitario está el partido de extrema derecha Demócratas de Suecia, con el que nadie quiere colaborar.

### Grupos parlamentarios
|                           |                                   |                            |           |      |         |     |  |
| Partido                   | Partido                           | Partido                    | Votos     | %    | Escaños | +/– |  |
|                           | Socialdemócratas                  | S                          | 1 775 651 | 28.4 | 100/349 | 12  |  |
|                           | Partido Moderado                  | M                          | 1 236 496 | 19.8 | 70/349  | 14  |  |
|                           | Demócratas de Suecia              | SD                         | 1 100 802 | 17.6 | 62/349  | 14  |  |
|                           | Partido del Centro                | C                          | 537 185   | 8.6  | 31/349  | 8   |  |
|                           | Partido de la Izquierda           | V                          | 495 997   | 7.9  | 28/349  | 7   |  |
|                           | Demócratas Cristianos             | KD                         | 397 785   | 6.4  | 22/349  | 7   |  |
|                           | Liberales                         | L                          | 342 601   | 5.5  | 20/349  | 1   |  |
|                           | Partido Verde                     | MP                         | 271 472   | 4.4  | 16/349  | 10  |  |
|                           |                                   |                            |           |      |         |     |  |
|                           | Iniciativa Feminista              | FI                         | 27 715    | 0.4  |         |     |  |
|                           | Partido Pirata                    | PP                         |           |      |         |     |  |
|                           | Alternativa para Suecia           | AFS                        |           |      |         |     |  |
|                           | Movimiento de Resistencia Nórdico | NRM                        |           |      |         |     |  |
|                           |                                   |                            |           |      |         |     |  |
|                           | Bloque Roji-Verde (S+MP+V)        | Bloque Roji-Verde (S+MP+V) | 2 543 097 | 40.6 | 144/349 | 15  |  |
|                           | Alianza (M+C+L+KD)                | Alianza (M+C+L+KD)         | 2 514 229 | 40.3 | 143/349 | 1   |  |
|                           | Demócratas de Suecia (SD)         | Demócratas de Suecia (SD)  | 1 100 662 | 17.6 | 62/349  | 14  |  |
|                           |                                   |                            |           |      |         |     |  |
| Votos en blanco/inválidos | Votos en blanco/inválidos         | Votos en blanco/inválidos  | 50 763    | –    | –       | –   |  |
| Total                     | Total                             | Total                      | 6 323 733 | 100  | 349     | 0   |  |
| Participación             | Participación                     | Participación              | 6 323 733 | 84.4 | –       | –   |  |

## Elecciones
Los 349 diputados del Parlamento son elegidos en las elecciones generales celebradas cada cuatro años. El derecho a voto y a presentarse a las elecciones, lo tienen los ciudadanos suecos que hayan cumplido los 18 años de edad a más tardar el día de la elección. Se requiere un mínimo del 4 % a nivel nacional para ser miembro en el Parlamento, o en su defecto el 12 % o más dentro de una circunscripción.

### Reparto de escaños
El sistema electoral es proporcional en Suecia. De los 349 escaños en el Riksdag unicameral, 310 son asientos fijos del distrito electoral asignado a las circunscripciones en relación con el número de personas con derecho a voto en cada circunscripción. Los restantes 39 escaños de ajuste se utilizan para corregir las desviaciones de la distribución nacional proporcional que pueden surgir cuando la asignación de los asientos de los distritos electorales es fija.

### Las últimas elecciones
Los socialdemócratas sufrieron su peor resultado electoral desde 1920, mientras que los moderados registraron su mejor papel en los tiempos modernos, lo que hizo que el centro derecha no perdiera votos y se mantuviera en el Gobierno. Sin embargo, tanto el centro derecha como el centro izquierda perdieron escaños en beneficio de la extrema derecha del partido Demócratas de Suecia.

## Los miembros del Riksdag
El 47 % de los diputados del Parlamento sueco son mujeres (2008). Esta es la segunda proporción más alta de mujeres en un parlamento nacional del mundo. De acuerdo con una investigación de la encuesta realizada por la socióloga Jenny Hansson, los parlamentarios suecos en una semana trabajan un promedio de 66 horas, incluidas otras responsabilidades. La investigación de Hansson informa además de que cada parlamentario duerme una media de 6,5 horas por noche.